# Ptyelus perroti
Ptyelus perroti är en insektsart som beskrevs av Victor Lallemand 1920. Ptyelus perroti ingår i släktet Ptyelus och familjen spottstritar. Inga underarter finns listade i Catalogue of Life.